# Грузька Григорівка
Грузька Григорі́вка — село в Україні, Криворізькому районі Дніпропетровської області. Населення — 45 мешканців. 

## Географія
Село Грузька Григорівка знаходиться на березі Карачунівського водосховища, на відстані 1 км розташоване село Новолозуватка.

## Населення

### Мова
Розподіл населення за рідною мовою за даними перепису 2001 року:
| Мова       | Відсоток |
| ---------- | -------- |
| українська | 97,8 %   |
| російська  | 2,2 %    |